# Хьюстон (Аляска)
Хьюстон (англ. Houston) — город в боро Матануска-Суситна, штат Аляска, США.

## География
Хьюстон расположен в южной части штата на реке Литл-Суситна в 45 километрах (по прямой) от крупнейшего города Аляски, Анкориджа, и в 18 километрах от океана (северная часть залива Кука). Площадь города составляет 61 км², из которых 3 км² занимают открытые водные пространства. Через Хьюстон проходит крупная автодорога George Parks Highway.

## История
Впервые поселение на этом месте под именем Хьюстон-Сайдинг встречается на план-карте Аляскинской железной дороги в 1917 году. В Хьюстоне работали несколько шахт, в которых добывали первоклассный уголь, но после окончания Второй мировой войны они были закрыты. В 1953—1954 годах до Хьюстона дотянулась гравийная дорога и линии электропередач от Василлы, в связи с чем развитие города ускорилось. В 1966 году Хьюстон получил статус города третьего класса, в 1973 году — второго. В июне 1996 года в окрестностях города произошёл крупный лесной пожар, причинивший значительный ущерб Хьюстону и близлежащему Биг-Лейку: в общей сложности сгорело 152 км² леса, 433 здания, ущерб составил 8,9 миллионов долларов.
В городе работают одна высшая и одна средняя школа.

## Демография
Население
- 1990 год — 697 жителей
- 2000 — 1202
- 2008 — 2018
- 2010 — 1912
- 2011 — 1928[3]
- 2020 — 1975
- 2022 — 2100

Расовый состав 2010 / 2000
- белые — 82,2 % / 84,0 %
- эскимосы — 6,7 % / 8,3 %
- азиаты — 0,6 % / 0,7 %
- афроамериканцы — 0,4 % / 0,3 %
- уроженцы тихоокеанских островов и Гавайев — 0,2 % / 0,3 %
- прочие расы — 1,0 % / 0,9 %
- смешанные расы — 8,9 % / 5,5 %
- латиноамериканцы (любой расы) — 3,9 % / 2,3 %

Происхождение предков
- немцы — 13,3 %
- ирландцы — 13,0 %
- коренные народы Аляски[англ.] — 9,5 %
- англичане — 8,5 %
- норвежцы — 5,4 %
- голландцы — 3,2 %[3]